# Héctor Baley
Héctor Rodolfo Baley (Ingeniero White, Buenos Aires; 16 de noviembre de 1950) es un exfutbolista argentino. Jugó en la posición de arquero. Fue internacional con la Selección de fútbol de Argentina y ganó la Copa Mundial de la FIFA 1978.

## Trayectoria en clubes
Debutó en 1968, en Estudiantes de La Plata, donde solo jugó 3 partidos, al ser suplente de Alberto Poletti, arquero que admiraba. Luego pasó por Colón de Santa Fe, Huracán de Buenos Aires (entre 1976 y 1978), Independiente (entre 1978 y 1981), y Talleres, su último club, con el que se retiró en 1987. Desarrolló toda su carrera en Argentina.
En Independiente, fue parte del equipo que se coronó campeón del Nacional de 1978.

## Selección nacional
Ha sido internacional con la selección de fútbol de Argentina
Fue guardameta suplente en la selección argentina que ganó la Copa Mundial de la FIFA 1978 y también lo fue en la edición 1982. Debido a la presencia de Ubaldo Fillol jugó muy pocos minutos para la selección nacional, pero tuvo una actuación memorable en el empate por 1-1 ante Alemania Occidental en un amistoso de 1982.

## Después del fútbol
Es titular de la Dirección de Deportes y Recreación de la Municipalidad de Córdoba.

### Participaciones en Copas del Mundo
| Mundial                      | Sede      | Resultado    |
| ---------------------------- | --------- | ------------ |
| Copa Mundial de la FIFA 1978 | Argentina | Campeón      |
| Copa Mundial de la FIFA 1982 | España    | Segunda fase |

## Clubes
| Club                    | País      | Año       |
| ----------------------- | --------- | --------- |
| Estudiantes de La Plata | Argentina | 1968-1972 |
| Colón de Santa Fe       | Argentina | 1973-1976 |
| Huracán                 | Argentina | 1976-1978 |
| Independiente           | Argentina | 1978-1981 |
| Talleres                | Argentina | 1981-1987 |

## Palmarés

### Campeonatos nacionales
| Título           | Club          | Sede       | Año    |
| ---------------- | ------------- | ---------- | ------ |
| Primera División | Independiente | Avellaneda | N-1978 |

### Campeonatos internacionales
| Título                | Club        | Sede       | Año  |
| --------------------- | ----------- | ---------- | ---- |
| Copa Intercontinental | Estudiantes | Mánchester | 1968 |
| Copa Interamericana   | Estudiantes | Montevideo | 1969 |
| Copa Libertadores     | Estudiantes | La Plata   | 1969 |
| Copa Libertadores     | Estudiantes | Montevideo | 1970 |

| Título                  | Selección | Sede         | Año  |
| ----------------------- | --------- | ------------ | ---- |
| Copa Mundial de la FIFA | Argentina | Buenos Aires | 1978 |